# Lucerne (comtat de Lake)
Lucerne (anteriorment Clear Lake Beach) és una concentració de població designada pel cens (CDP) al Comtat de Lake, al nord-oest de l'estat estatunidenc de Califòrnia. Lucerne està a 12 quilòmetres a l'est nord-est de la seu de comtat, Lakeport, a una altidud de 405 metres. La població era de 3.067 habitants segons el cens del 2010, una pujada de 197 habitants respecte dels 2.870 que estaven registrats en el cens del 2000. Es localitza a 72,59 quilòmetres de Santa Rosa, a 126,15 quilòmetres de Sacramento, a 149,88 quilòmetres de San Francisco i a 209,99 quilòmetres de San Jose; fa frontera al nord amb el municipi de Nice i a l'oest amb el Clear Lake.

## Geografia
Segons l'Oficina del Cens dels Estats Units, el CDP tenia una àrea de 13 quilòmetres quadrats, dels quals més del 99% eren terra. Però, l'Oficina del Cens al cens del 2000 va informar que Lucerne tenia una àrea total de 51 quilòmetres quadrats, dels quals 16 quilòmetres quadrats eren terra i 35 quilòmetres quadrats (68,67%) eren aigua.

## Demografia

### 2000
Segons el cens del 2000, hi havia 2.870 habitants, 1.325 llars i 744 famílies residint en el CDP. La densitat de població era de 181,4 persones per quilòmetre quadrat. Hi havia 1.614 cases en una densitat mitjana de 114,6 per quilòmetre quadrat. La composició racial del CDP era d'un 87,87% blancs, un 1,67% negres, un 3,14% natius americans, un 0,42% asiàtics, un 0,10% illencs pacífics, un 3,41% d'altres races i un 3,38% de dos o més races. Els hispànics o llatinoamericans de qualsevol raça formaven el 8,54% de la població.
Hi havia 1.325 llars de les quals un 20,8% tenien menors de 18 anys vivint-hi, un 40,8% eren parelles casades vivint juntes, un 10,6% tenien una dona com a cap de la llar sense cap marit present i un 43,8% no eren famílies. En un 36,6% de totes les llars només hi vivia una persona i un 20,0% tenien algú vivint-hi sol major de 64 anys. De mitjana la mida de la llar era de 2,16 persones i la de la família era de 2,78 persones.
Pel CDP la població s'estenia en un 20,8% menors de 18 anys, un 4,9% de 18 a 24 anys, un 20,5% de 25 a 44 anys, un 28,3% de 45 a 64 anys i un 25,5% majors de 64 anys. L'edat mediana era de 47 anys. Per cada 100 dones hi havia 93,4 homes. Per cada 100 dones majors de 17 anys hi havia 89,3 homes.
L'ingrés econòmic anual de mediana per a cada llar era de 24.969 $ i l'ingrés econòmic anual de mediana per a cada família era de 27.656 $. Els homes tenien un ingrés económic anual de mediana de 26.612 $ mentre que les dones en tenien de 20.227 $. La renda per capita pel CDP era de 13.396 $. Un 13,7% de les famílies i un 15,9% de la població estaven per sota del llindar de la pobresa, dels quals un 11,2 $ eren menors de 18 anys i un 10,2% majors de 64 anys.

### 2010
El cens del 2010 va informar que Lucerne tenia 3.067 habitants. La densitat de població era de 237,4 persones per quilòmetres quadrat. La composició racial de Lucerne era de 2.581 (84,2%) blancs, 60 (2,0%) afroamericans, 105 (3,4%) natius americans, 26 (0,8%) asiàtics, 9 (0,9%) illencs pacífics, 94 (3,1%) d'altres races i 192 (6,3%) de dos o més races. Els hispànics i llatinoamericans de qualsevol raça formaven el 12,0% (357 habitants) de la població.
El cens va informar que 3.032 habitants (un 98,9% de la població) vivien en llars, 35 (1,1%) vivien en grups no institucionalitzats i 0 (0%) estaven institucionalitzats.
Hi havia 1.372 llars, de les quals 308 (22,4%) tenien menors d'edat vivint-hi, 454 (33,1%) eren parelles heterosexuals casades vivint juntes, 183 (13,3%) tenien una dona com a cap de la llar sense cap marit present, 78 (5,7%) tenien un home com a cap de la llar sense cap muller present. Hi havia 165 (12,0%) eren parelles heterosexuals no casades i 14 (1,0%) eren parelles homosexuals casades o en una relació. En 498 llars (36,3%) hi vivia tan sols una persona i 235 llars (17,1%) tenien algú vivint-hi sol major de 64 anys. La mida de llar mitjana era de 2,21 persones. Hi havia 715 famílies (52,1% de totes les llars); la mida mitjana de cada família era de 2,81 persones.
La població estava estesa en 554 persones (18,1%) menors de 18 anys, 245 persones (8,0%) de 18 a 24 anys, 592 persones (19,3%) de 25 a 44 anys, 1.020 persones (33,3%) de 45 a 64 anys i 655 persones (21,4%) majors de 64 anys. L'edat mediana era de 48,5 anys. Per cada 100 dones hi havia 100,5 homes. Per cada 100 dones majors de 17 anys, hi havia 98,8 homes.
Hi havia 1.833 cases en una densitat de 141,9 cases per quilòmetre quadrat, de les quals en 848 (61,9%) hi vivien propietaris i en 524 (38,2%) hi vivien inquilins. Un 3,8% de les cases en venda estaven buides; un 8,0% de les cases de lloguer estaven buides. 1.736 persones (56,6%) vivien en cases pròpies i 1.296 persones vivien en cases de lloguer.

## Política
En la legislatura estatal Lucerne estava en el 2n Districte del Senat, representats per la Demòcrata Noreen Evans, i en el 1r Districte d'Assemblea, representats pel Demòcrata Wesley Chesbro. Federalment, Lucerne està localitzada en el 1r districte congressual de Califòrnia, representats pel Demòcrata Mike Thompson.